# Matsuura Takeshirō
Matsuura Takeshirō (松浦 武四郎), né le 12 mars 1818 et mort le 10 février 1888, est un explorateur, cartographe, écrivain, peintre, prêtre et antiquaire japonais. À la fin de la période Edo et Bakumatsu, il se rend six fois à Ezo, y compris en Sakhaline et aux Kouriles. Au début de la période Meiji, il est un fonctionnaire de la Commission de développement de Hokkaidō. Instrumental dans la dénomination de l’île et de beaucoup de ses lieux, il est parfois appelé le « parrain de Hokkaidō »,,.

## Nom
Le quatrième enfant de Matsuura Tokiharu (ou Keisuke) (松浦時春（桂介）), cela se reflète dans le shirō (四郎)  ou « fils et quatrième enfant » de son prénom. Né à l'Heure du Tigre, l'Année du Tigre, l'élément Take de son nom vient du japonais signifiant bambou, auquel le tigre est étroitement associé,. Plus tard, il a remplacé le caractère bamboo (竹)  par celui de valiant or brave (武)  (comme dans Yamato Takeru (日本武尊)). À l'âge adulte, il prend le nom officiel de Hiroshi (弘), son imina, son azana étant Shichō (子重).Lorsqu'il entra dans le sacerdoce bouddhiste à Nagasaki à l'âge de vingt et un ans, il prit le nom du Dharma Bunkei (文桂). Il est également connu pour avoir utilisé le nom d'artiste Hokkai Dōjin (北海道人)  à partir de 1859 ; cela pourrait être interprété comme « l'homme d'Hokkaidō », « l'homme qui connaît bien les voies de la mer du Nord » ou « le reclus des mers du Nord ».

## Biographie
Matsuura Takeshirō est né le sixième jour du deuxième mois de Bunka 15 (1818) dans le village de Sugawa, par après nommé Onoe (ja), aujourd'hui Matsusaka, dans ce qui était alors la province d'Ise, aujourd'hui la préfecture de Mie. La famille des samouraïs aurait eu des liens ancestraux avec le clan Matsuura du domaine Hirado dans la province de Hizen, au nord de Kyūshū. Le père de Takeshirō, Tokiharu, était un adepte de la cérémonie du thé et du haïkai et avait étudié auprès de Motoori Norinaga, un autre descendant de Matsusaka, érudit Kokugaku. Comme son frère aîné était destiné à prendre la tête de la famille, Takeshirō savait dès son plus jeune âge qu'il devrait s'aventurer dans le monde. Considéré comme son lieu de naissance, sa maison d'enfance à Matsusaka (désignée site historique municipal) se trouve sur l'Ise Kaidō (ja), la route qui était autrefois bondée de pèlerins vers Ise Jingū, le pèlerinage de 1830 voyant à lui seul quelque cinq millions de personnes visiter le Grand Sanctuaire,.
Le jeune Takeshirō commence des cours de calligraphie au temple zen Sōtō local de Shinkaku-ji (真覚寺)  à l'âge de sept ans. En tant que garçon, il a montré des signes de son énergie ultérieure, en jouant sur le toit du temple et en lisant des livres illustrés de meisho ou de lieux célèbres. Il s'est également montré très prometteur en littérature, composant à l'âge de onze ans un haïku sur le thème du retour des oies sauvages qui a rencontré l'approbation de son père, et il a commencé à manifester ses tendances antiquaires ultérieures, en copiant des images de cloches de temple à partir de livres anciens. Quand il avait douze ans, le chant de Raiō Oshō (来応和尚), le prêtre qui était son professeur de calligraphie, pour secourir un esprit de jeune fille obsédé par un esprit-renard (妖狐, yōko), laissa une grande impression sur son jeune esprit ; le renard expulsé fut ensuite consacré sous le nom de Seishun Inari Daimyōjin (正節稲荷大明神), et il écrira plus tard cet épisode dans son autobiographie. Très tôt dans sa vie, il a eu l'idée de devenir lui-même prêtre bouddhiste, mais ses parents ont découragé cette idée. Âgé de treize ans, il est envoyé à l'école dirigée par l'érudit confucianiste Hiramatsu Rakusai (平松楽斎), où il étudia le chinois et eut l'occasion de rencontrer des érudits invités de tout le pays, dont Yanagawa Seigan ; il y poursuivit ses études jusqu'à l'âge de seize ans,.
Dans Tenpō 4 (1833), il quitte brusquement son domicile, apparemment stimulé non seulement par l'envie de voyager mais aussi par une indiscrétion financière, ayant été obligé de vendre secrètement des objets de famille pour régler ses dettes accumulées en achetant des livres et des bibelots anciens
,. Une lettre écrite peu après son départ fait état de ses intentions de se rendre d'abord à Edo, puis à Kyōto, avant de se diriger vers Nagasaki, d'où il naviguerait vers Morokoshi, et peut-être même vers Tenjiku. Bien qu'il n'ait pas atteint la Chine et l'Inde, ses voyages l'ont emmené le long du Tōkaidō jusqu'à Edo, où il est resté avec Yamaguchi Gusho (ja), apprenant de lui l'art de la gravure de sceaux qui l'a soutenu dans ses recherches et ses voyages, avant de longer le Nakasendō jusqu'au Zenkō-ji ; il a également escaladé le mont Togakushi (en), à proximité, dans ce qui est aujourd'hui le parc national Myōkō-Togakushi Renzan. L'année suivante, yatate et cahiers à portée de main, il voyagea de Kinki à Chūgoku et Shikoku et retour ; le suivant, à travers les régions de Kinki, Hokuriku, Kōshin'etsu, Tōhoku (y compris Sendai et Matsushima), Kantō (où il servit pendant un certain temps au manoir de Mizuno Tadakuni à Edo), Chūbu et Kinki jusqu'à Shikoku ; en 1836, il suivit la route de pèlerinage du temple Shikoku 88, puis traversa les régions de Kinki, San'in et San'yō (y compris Tomonoura) ; l'année suivante, il l'emmena de San'yō vers Kyūshū, en raison des restrictions de voyage entrant à Satsuma déguisé en moine bouddhiste,. 
En 1838, à l'âge de 21 ans, il tombe gravement malade à Nagasaki lors d'une épidémie,. Son père est décédé cette année-là, sa sœur et un frère étant décédés plusieurs années auparavant. À Nagasaki, encouragé par le moine zen qui l'a soigné, il entre dans le sacerdoce bouddhiste, à Zenrin-ji (ja), puis sert comme prêtre à Senkō-ji (ja)  à Hirado pendant les trois années suivantes,. En 1842, il tente de passer de Tsushima à Chōsen (Corée), mais en raison du sakoku ou de la politique du « pays fermé », il ne put le faire,. Sa mère est décédée à peu près à cette époque. C'est alors qu'il se trouvait dans la région de Nagasaki, à l'âge de 26 ans, que Matsuura entendit d'un chef de village les récits d'Ezo et de Karafuto, ainsi que l'intérêt croissant des Russes pour la région et l'approche des navires russes,. En 1844, pour la première fois en neuf ans, il rentra chez lui, rendant hommage sur les tombes de ses parents et visitant Ise Jingū, avant de partir pour le nord,.

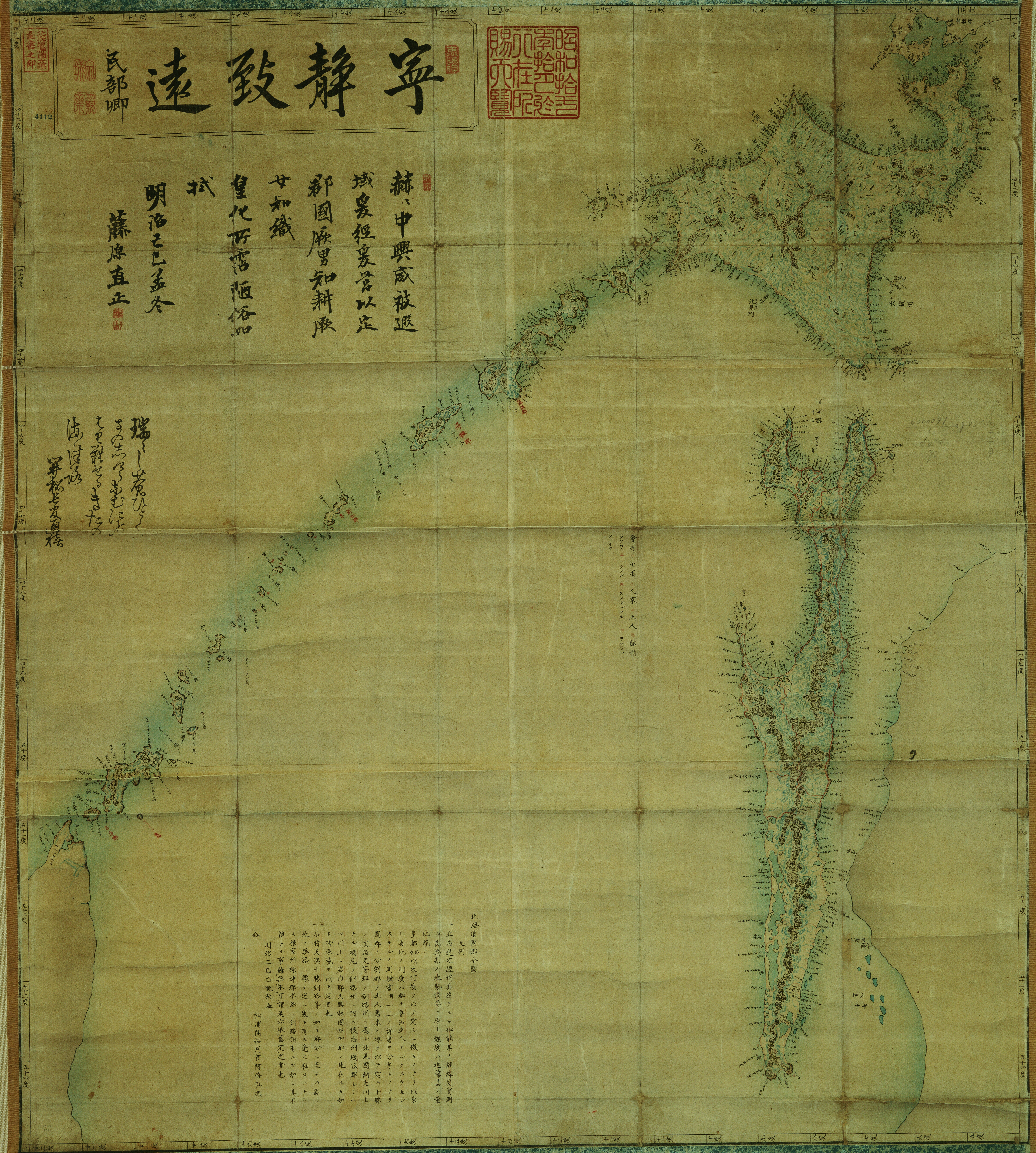
Carte d'Hokkaidō, de Sakhaline et des Kouriles par Matsuura Takeshirō, publiée sous forme de bloc de bois en 1869 par la Commission de développement d'Hokkaidō (Bibliothèque de l'Université d'Hokkaido).

Ayant atteint ce qui est aujourd'hui Ajigasawa, à l'extrémité nord de Honshū, il ne put traverser jusqu'à Ezo en raison des restrictions strictes sur les voyages imposées par le domaine de Matsumae, retournant plutôt vers la province de Rikuzen,. En 1845, à l'âge de 28 ans, il traversa pour la première fois le détroit de Tsugaru jusqu'à Esashi, qu'il quitta déguisé en marchand, parcourant l'île pendant les sept mois suivants : il marcha, avec les Ainu locaux comme compagnon guides, le long de la côte sud du Pacifique, depuis Hakodate jusqu'à la pointe de la péninsule de Shiretoko, où il a érigé une borne inscrite "Ise Province, Ichishi District, Kumozu River, South: Matsuura Takeshirō" (勢州一志郡雲出川南 松浦竹四郎), avant de retourner à Hakodate, puis à Edo,,. L'année suivante, s'attachant comme serviteur Unpei (雲平) à Nishikawa Shunan (西川春庵), il marcha d'Esashi le long de la côte de la mer du Japon jusqu'à Sōya, traversant de là jusqu'à Karafuto, où ils traversèrent l'île et explorèrent l'est et les côtes ouest de l'extrémité sud de ce qui est aujourd'hui Sakhaline,,. Retraversant le détroit de Sōya, en se séparant, il longea la côte de la mer d'Okhotsk jusqu'à la péninsule de Shiretoko avant de retourner à Sōya en bateau, puis par voie terrestre via Ishikari, Chitose et Yūfutsu pour revenir à Esashi, et de là de nouveau à Honshū ; tandis qu'à Esashi, il rencontra l'érudit confucianiste Rai Mikisaburō (ja), les deux rivalisant chacun pour composer une centaine de poèmes et sculpter une centaine de sceaux en une journée,. Trois ans plus tard, en 1849, lors de sa troisième expédition à Ezo, il navigue de Hakodate à Kunashiri et Etorofu. Il avait désormais couvert tout le nord. Selon les mots de Frederick Starr, « ces voyages ont fait époque », avec des résultats d'importance géographique, littéraire et politique. Encore une fois, « la cartographie de ces régions date pratiquement de Matsuura ». Pour cela, équipé uniquement d'une boussole de poche, il s'est appuyé sur sa propre démarche combinée à l'observation depuis des points élevés. Dans le même temps, en plus d'étudier activement la langue aïnoue, il devenait de plus en plus conscient du sort des Aïnous aux mains de commerçants et d'agents sans scrupules du domaine de Matsumae.
Il ne revint à Ezo qu'en 1856, soit environ sept ans plus tard. Entre-temps, il a publié des « journaux » en plusieurs volumes sur ses trois premières visites et a interagi avec de nombreuses personnalités de cette période mouvementée,. Sa maison commença à être fréquentée par les shishi ou « hommes de haute intention » et il fut en contact avec les penseurs sonnō jōi Aizawa Seishisai et Fujita Tōko (ja), ainsi qu'Ikeuchi Ikeuchi Daigaku (ja), Rai Mikisaburō (ja), Umeda Unpin (ja) et Yanagawa Seigan (ja). L'année 1853 vit l'arrivée des « Black Ships » de Perry dans la baie d'Edo ; à leur retour l'année suivante, à l'instigation du domaine d'Uwajima, Matsuura Takeshirō suivit leurs progrès, donnant lieu à ses journaux Shimoda. Il était également en contact avec Yoshida Shōin qui, dans une lettre d'introduction de 1853 à un armurier d'Ōsaka, écrivit de manière critique la réponse du Bakufu à l'arrivée de Perry à Uraga et de Putyatin à Nagasaki, tout en recommandant Matsuura Takeshirō comme l'un de ceux qui avaient quitté le Japon.sa marque dans tout le pays, avait une connaissance intime d'Ezo et avait à cœur la question de la défense côtière. Dans son autobiographie, Matsuura Takeshirō raconte le séjour de Yoshida Shōin au cours du nouvel an 1853-1854, lorsqu'ils restèrent éveillés jusqu'à l'aube pour discuter de ce sujet. Après le traité de paix et d'amitié entre le Japon et les États-Unis de 1854, 1855 a apporté le Traité de commerce et de navigation entre le Japon et la Russie ; exercé par le besoin de majeure surveillance et sécurité sur les frontières nord, cet an aussi le bakufu assume le contrôle direct d'Ezo, hormis les environs immédiats du château Matsumae,.
Sous le nouveau shogun Tokugawa Iesada, et avec la situation à Ezo étant de plus en plus prioritaire à la lumière de l'activité russe, l'importance de ses efforts commença à être reconnue par le haut : en 1855, il reçut dix ryō d'or du bakufu, avec deux fois plus d'argent, autant arrivant dans les prochains jours de Tokugawa Nariaki, daimyō du domaine de Mito, et Date Yoshikuni, daimyō du domaine de Sendai,. Il reçut l'ordre de se rendre à nouveau à Ezo, cette fois en tant qu'employé du bakufu, pour poursuivre ses travaux sur sa géographie, étudier ses montagnes et ses rivières, ainsi que le potentiel de nouvelles routes. Au cours des trois années suivantes, trois visites s'ensuivront – en effet, une théorie considère celles-ci non pas comme des initiatives privées, mais comme des opérations à la solde du bakufu, reliant cela aux obstacles placés sur son chemin par le domaine de Matsumae. Rejoignant l'expédition dirigée par Mukōyama Gendayū (ja), il effectua un tour de l'île, voyageant dans le sens des aiguilles d'une montre depuis Hakodate, traversant également le détroit de Sōya jusqu'aux régions septentrionales d'Ezo, jusqu'à ce qui est aujourd'hui Poronaysk, sur Sakhaline. Mukōyama mourut en chemin, Matsuura lui-même si malade qu'il composa un poème mortuaire. L'année suivante, abandonnant ses projets d'enquête plus approfondie sur Sakhaline, il suivit le cours des rivières Ishikari et Teshio, depuis leur embouchure jusqu'à leurs régions en amont. Sa dernière visite, en 1858, comprenait une enquête sur l'intérieur du centre et l'est de l'île, autour d'Akan,. Ses enquêtes couvraient à la fois la géographie physique et humaine, ainsi que des suggestions pour le développement de la terre et l'avancement de ses habitants. Les archives de ces trois années comptent 117 volumes, mais il s'adresse également à un public plus large à travers des œuvres telles que Ezo Manga et une série de récits de voyage pleins de détails sur les montagnes et les rivières locales, la flore et la faune, ainsi que les coutumes, légendes et culture matérielle des Aïnous qu'il a rencontrés en cours de route.Sympathique à leur sort, son Account of the People of Ezo in Recent Times (近世蝦夷人物誌), qui inclut leurs souffrances aux mains des commerçants et des fonctionnaires du domaine de Matsumae, a été refusé pour publication par le bugyō de Hakodate.

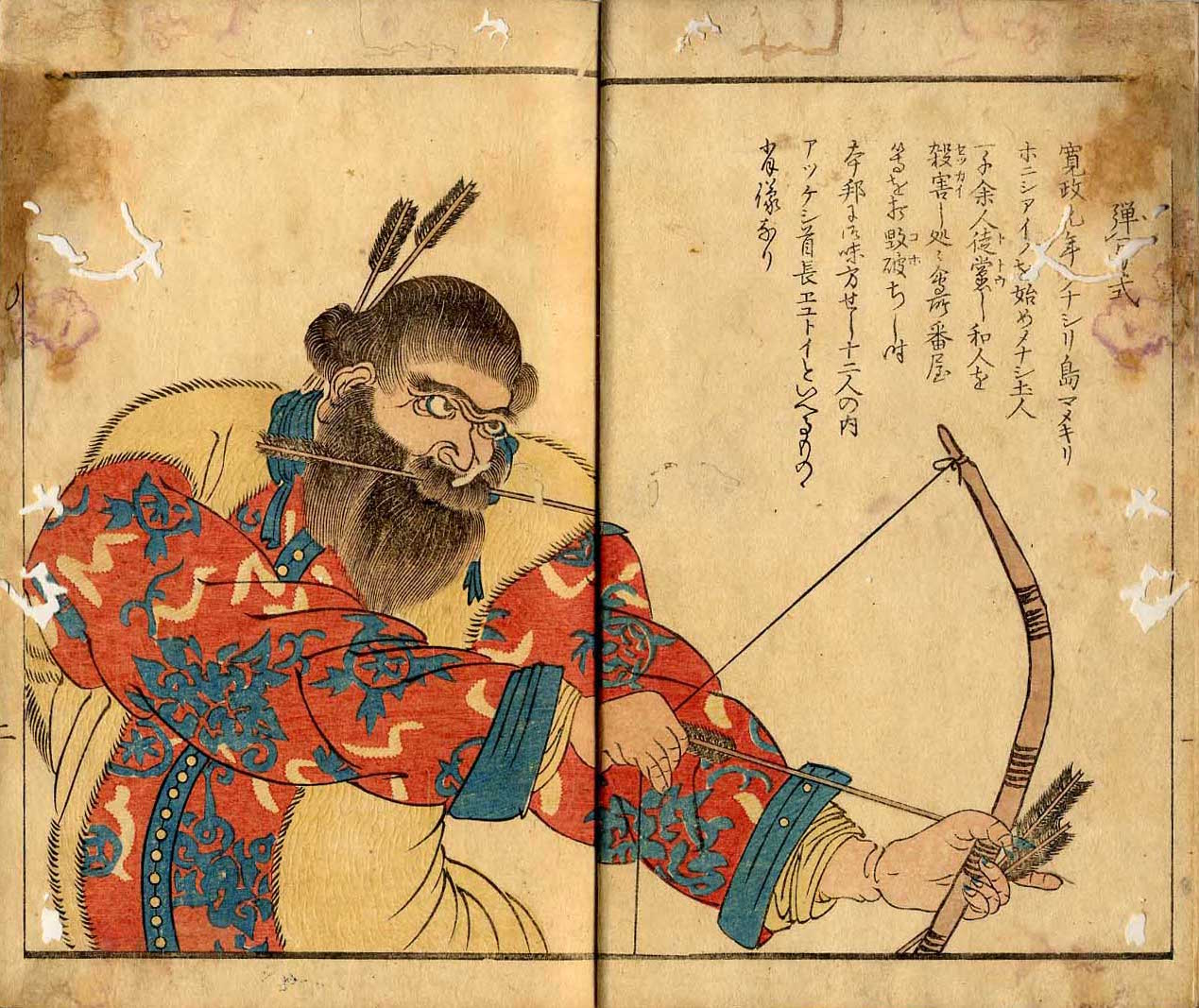
D'Ezo Manga (1859) ; à travers des œuvres comme celle-ci et sa série ultérieure de récits de voyage, Matsuura Takeshirō a apporté une compréhension d'Ezo et des Aïnous à un lectorat plus large.

Alors que Bakumatsu touchait à sa fin, en tant qu'autorité du nord, Matsuura Takeshirō reçut la visite de personnalités telles que Ōkubo Toshimichi et Saigō Takamori, personnalités de premier plan de la restauration Meiji. Ōkubo préconisa un rôle pour lui dans le nouveau gouvernement, avec des responsabilités liées au développement d'Ezo et, après avoir mené une enquête sur le Tōkaidō, il se vit attribuer un poste dans l'administration de l'éphémère Hakodate Prefecture (ja)  et fut élevé au rang junior de cinquième cour, grade inférieur,,. Peu de temps après, il devient adjudant du gouverneur de la préfecture de Tōkyō ; il participe au découpage de la préfecture en arrondissements ; et il fut héraut lors du transfert de la capitale de Kyoto. Avec la création de la Hokkaidō Development Commission (ja)  en 1869, il fut nommé Developmemt Commissioner (開拓判官). Durant son mandat, il s'est concentré sur la nomenclature officielle des districts de l'île et de ce qui sont aujourd'hui ses sous-préfectures, ainsi que sur la recherche d'un remplaçant pour « Ezo » lui-même. Proposant six alternatives, le gouvernement a choisi Hokkaidō (北加伊道), en substituant le caractère pour mer (海) aux deux caractères pour kai (加伊), qu'il avait tirés des Legends of Atsuta Shrine (熱田大神宮縁起), le dépositaire de l'épée Kusanagi no Tsurugi, l'un des trois trésors sacrés, ayant entendu parler pour la première fois de kai comme un ancien endonyme Ainu pour le peuple Ainu par un aîné rencontré lors de son voyage sur la rivière Teshio en 1857 ; ainsi est né « Hokkaidō »,,. En effet, puisqu'il s'appelait Hokkai Dōjin (北海道人), on pourrait même dire que son pseudonyme est devenu le nom de l'île, et Matsuura Takeshirō est parfois appelé pour ces raisons « le parrain d'Hokkaidō »,,. Il fit également augmenter son cinquième rang de cour et reçut cent ryō d'or. En 1870, cependant, il se retira de son poste, mécontent de la direction prise et frustré dans ses tentatives d'approuver le sort des Aïnous, les commerçants de l'île ayant apparemment travaillé à l'isoler au sein de la commission tout en envoyant des pots-de-vin à son chef Higashikuze Michitomi qui a refusé d'accepter ses opinions. Il abandonne également son rang à la cour, devenant shizoku de la préfecture de Tōkyō et recevant une pension gouvernementale équivalente au revenu de quinze hommes,.
Âgé de 53 ans, sa maison à Tōkyō est visitée par des artistes, des poètes et des hommes d'État. Il a continué à voyager, collectant des pièces de monnaie anciennes, des magatama, des roches aux formes inhabituelles, etc., qu'il a catalogué et exposé. Il s'est également engagé dans l'évaluation d'œuvres d'art et dans le commerce. Il a poursuivi son intérêt de toujours pour Sugawara no Michizane, en tant qu'homme, Tenjin, en tant que kami, en consacrant une série de miroirs en bronze surdimensionnés d'un m de diamètre et pesant 120 kg, aux sanctuaires Tenmangū fondés en son honneur, d'abord à Kitano Tenmangū (avec une carte de Hokkaidō, Karafuto et Chishima au revers du miroir), puis à Ōsaka Tenmangū et Dazaifu Tenmangū, ainsi qu'à Ueno Tōshō-gū et Kimpusen-ji, ainsi que des miroirs plus petits dans vingt autres sanctuaires dédiés à Tenjin,. En 1881, il commande à Kawanabe Kyōsai un tableau intitulé Hokkai Dōjin faisant une sieste sous les arbres, une reprise de la peinture traditionnelle du nirvāṇa (ou nehanzu) qui, achevée cinq ans plus tard, montre un Matsuura Takeshirō endormi entouré d'objets de sa collection, à la place des pleureuses habituelles. À la fin de sa septième décennie, il gravit trois fois le mont Ōdaigahara, entretenant les sentiers de montagne et les refuges, ainsi que le mont Fuji,. En l'an 21 Meiji (1888), frappé par une méningite et élevé une fois de plus au cinquième rang de la Cour, il mourut d'une hémorragie cérébrale,. Ses frais funéraires étant couverts par l'empereur, il fut initialement inhumé à Asakusa, sa dépouille fut ensuite transférée et divisée, conformément à son dernier testament (intitulé Mille tortues, dix mille grues), entre le Somei Cemetery (ja) à Tōkyō et son bien-aimé mont Ōdaigahara,.

## Chambre avec un seul tapis
Environ deux ans avant sa mort, Matsuura Takeshirō ajouta à sa maison de Kanda une pièce composée d'une seule natte, observant que, même si plusieurs huttes d'une natte et demie avaient été construites, ce serait la première mesurant une seule natte. Aidé par sa hauteur de 1,42 mètres (alternativement, environ 1,47 mètre), il a vécu dans cette pièce le restant de sa vie. Nommée One-Mat Room (一畳敷, Ichijōjiki) ou Grass Abode (草の舎, Kusa no Ya), près d'une centaine de pièces anciennes provenant de temples, de sanctuaires et de bâtiments historiques à travers le pays, de Miyagi, y étaient construites et ornées à Miyazaki, envoyée par ses amis, la plaque nominative étant du bois brûlé provenant de la porte ouest du Shitennō-ji, des encadrements de fenêtres provenant du Kōfuku-ji et de l'Ishiyama-dera, une poutre qui était autrefois un pilier du Kennin-ji, et d'autres tels que Byōdō-in, Daian-ji, Hōryū-ji, Kōdai-ji, Mii-dera, Tōfuku-ji, Ise Jingū, Izumo Taisha, Kasuga Taisha, Itsukushima Jina, Tsurugaoka Hachimangū, Kitano Tenmangū, Hiei-zan, Togetsu Pont, château de Kumamoto, voire le torii du mausolée de l'empereur Go-Daigo à Yoshino,,. Quelque quatre-vingt-neuf objets sont catalogués avec des illustrations et des détails quant à leur provenance dans sa Solicitation for Wooden Fragments (木片勧進). Ses souhaits que la chambre soit incinérée avec lui n'ont pas été pris en compte changeant de mains plusieurs fois depuis sa mort, il est aujourd'hui conservé dans la villa Taizansō (泰山荘)  dans l'enceinte de l'International Christian University de Tōkyō,.

## Sélection des écrits

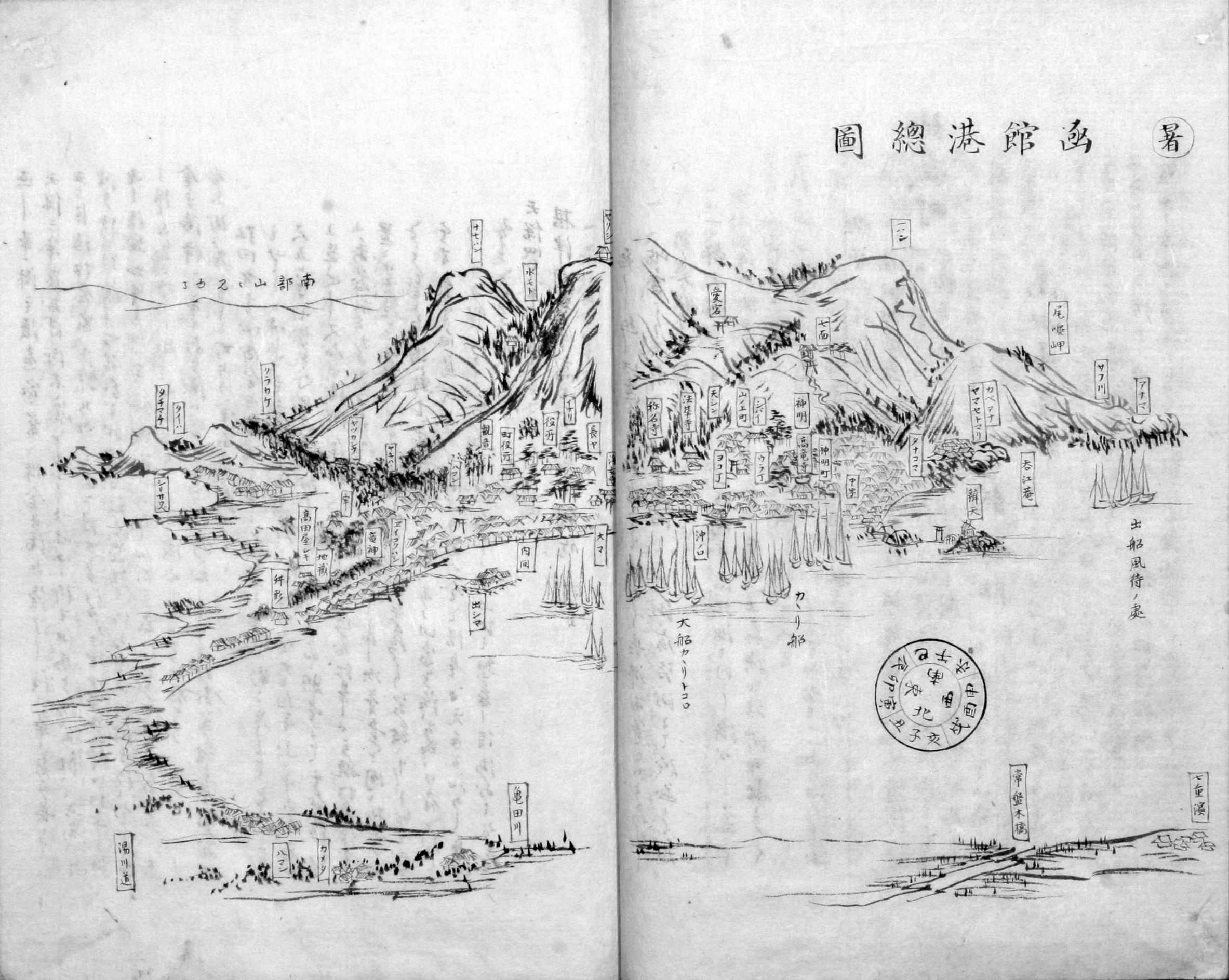
View of Hakodate Port from his Diary of the First Voyage to Ezo (1850) (Hakodate City Central Library) (Municipal Tangible Cultural Property).

- Journal of the Western Seas (西海雑誌?) (1843)
- Journal from the Shikoku Henro Road (四国遍路道中雑誌?) (1844)
- Diary of the First Voyage to Ezo (初航蝦夷日誌?) (1850) (12 volumes)
- Diary of the Second Voyage to Ezo (再航蝦夷日誌?) (1850) (14 volumes)
- Diary of the Third Voyage to Ezo (三航蝦夷日誌?) (1850) (8 volumes)
- New Leaves of Japanese Poetry (新葉和歌集?) (1850)
- Shimoda Diaries (下田日誌?) (1853)
- Records from Surveys of the West, East, and North (按西・按東・按北扈従録?) (1859) (32 volumes) (on the 1856 expedition)
- Diary of Investigations into the Geography and Landscape of East and West Ezo in Yin Fire Snake (1857) (丁巳東西蝦夷山川地理取調日誌?) (1859) (23 volumes)
- Diary of Investigations into the Geography and Landscape of East and West Ezo in Yang Earth Horse (1858) (戊午東西蝦夷山川地理取調日誌?) (1859) (62 volumes)
- Ezo Manga (蝦夷漫画?) (1859)
- A Personal Account of North Ezo (北蝦夷余誌) (1860)
- Tokachi Diaries (十勝日誌?) (1861)
- Yūbari Diaries (夕張日誌?) (1862)
- Nosappu Diaries (納沙布日誌?) (1863)
- Shiretoko Diaries (知床日誌?) (1863)
- Teshio Diaries (天塩日誌?) (1863)
- Diaries of Eastern Ezo (東蝦夷日誌?) (1865) (8 volumes)
- Diaries of Western Ezo (西蝦夷日誌?) (1865) (6 volumes)

## Patrimoine d'Hokkaidō

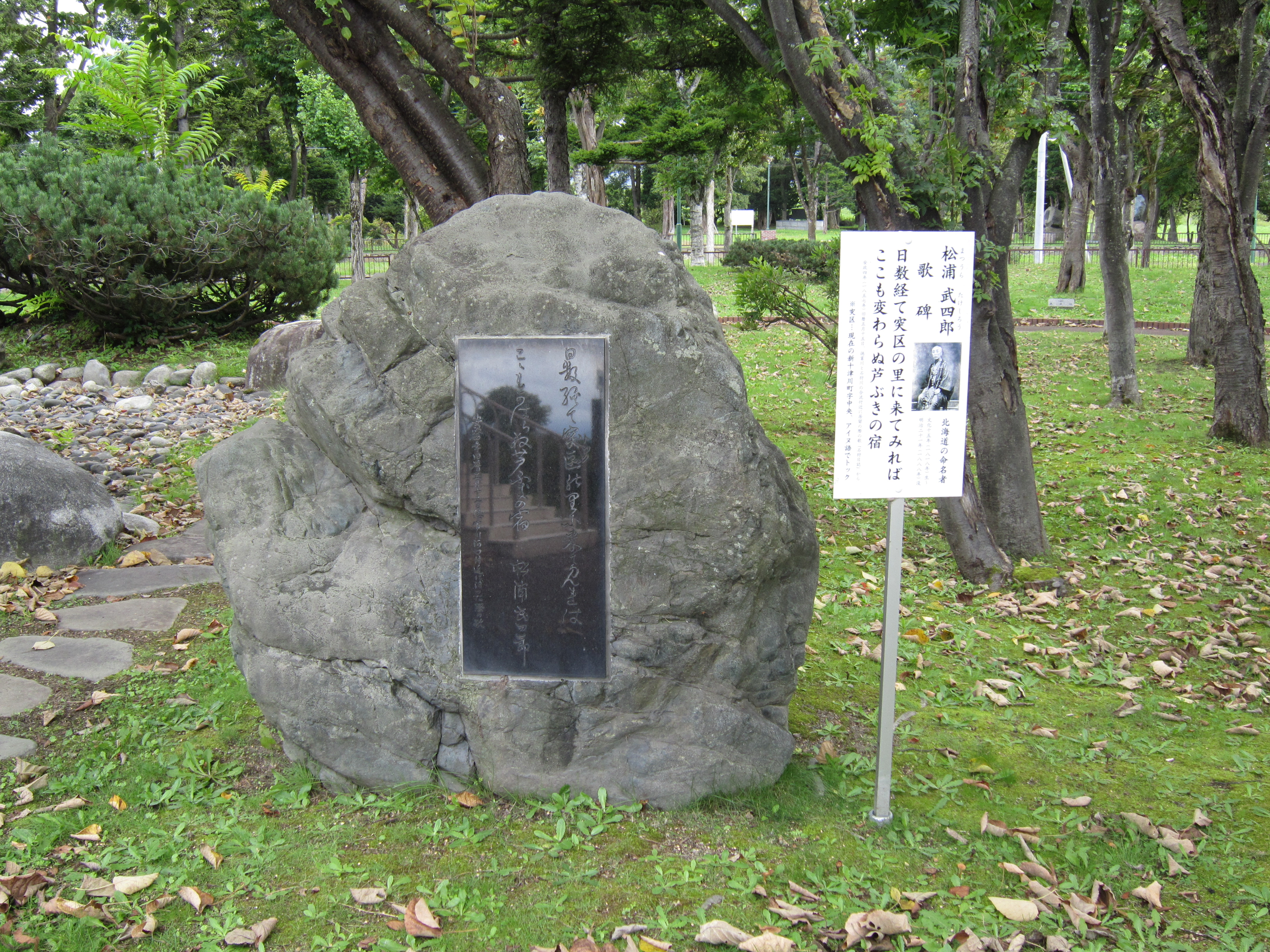
Tanka inscrit par Matsuura Takeshirō à Shintotsukawa

En 2018, une série de soixante-neuf stelai portant des poèmes de Matsuura Takeshirō, des marqueurs désignant les lieux où il a séjourné et d'autres inscriptions et monuments en son honneur ont été conjointement désignées Hokkaidō Heritage, une initiative visant à valoriser le patrimoine naturel et culturel de l'île, comme Traces de l'exploration d'Ezo de Matsuura Takeshirō,, notamment :
- Atsuma : une stèle à Tomisato (富里?) érigée en 1957 à l'occasion du centième anniversaire de son séjour de deux nuits dans les environs à Ansei 5 (1858) (Biens culturels matériels municipaux)[18]
- Bifuka : le site où le nom de la rivière Teshio (de l'Ainu pour un barrage de pêche) a été enregistré dans Ansei 4 (1857) (Site historique municipal)[18]
- Mashike : le site de sa traversée de la Nobusha River (信砂川?)  à Ansei 3 (1856) (Site historique municipal)[18]
- Obira : une statue et un poème inscrit dans Nishin Culture and History Park (にしん文化歴史公園?)[17].
- Shari : un poème inscrit dans Utoro[17]
- Teshio : une statue et un poème inscrit dans Kagaminuma Seaside Park (鏡沼海浜公園?)[19] ; un marqueur de l'endroit où il a séjourné, appelé Sakokaishi (サコカイシ?), la première nuit de son exploration de la rivière Teshio à Ansei 4 (1857), tel qu'enregistré dans ses journaux Teshio[19] ; un marqueur près de l'endroit où la route nationale japonaise 40 traverse la Onoppunai River (雄信内川?), commémorant son sommeil dehors lors de sa deuxième nuit, alors qu'il était en proie à des moustiques à Onkanranma (オンカンランマ?)[19]
- Toyotomi : un marqueur où il a séjourné à Wakasanai, près de l'aire de repos Sand Dune Station (砂丘の駅?)[19]

## Galerie

Matsuura Takeshir
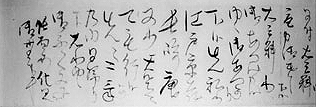
Lettre envoyée par Matsuura Takeshirō peu après son premier voyage en 1833.
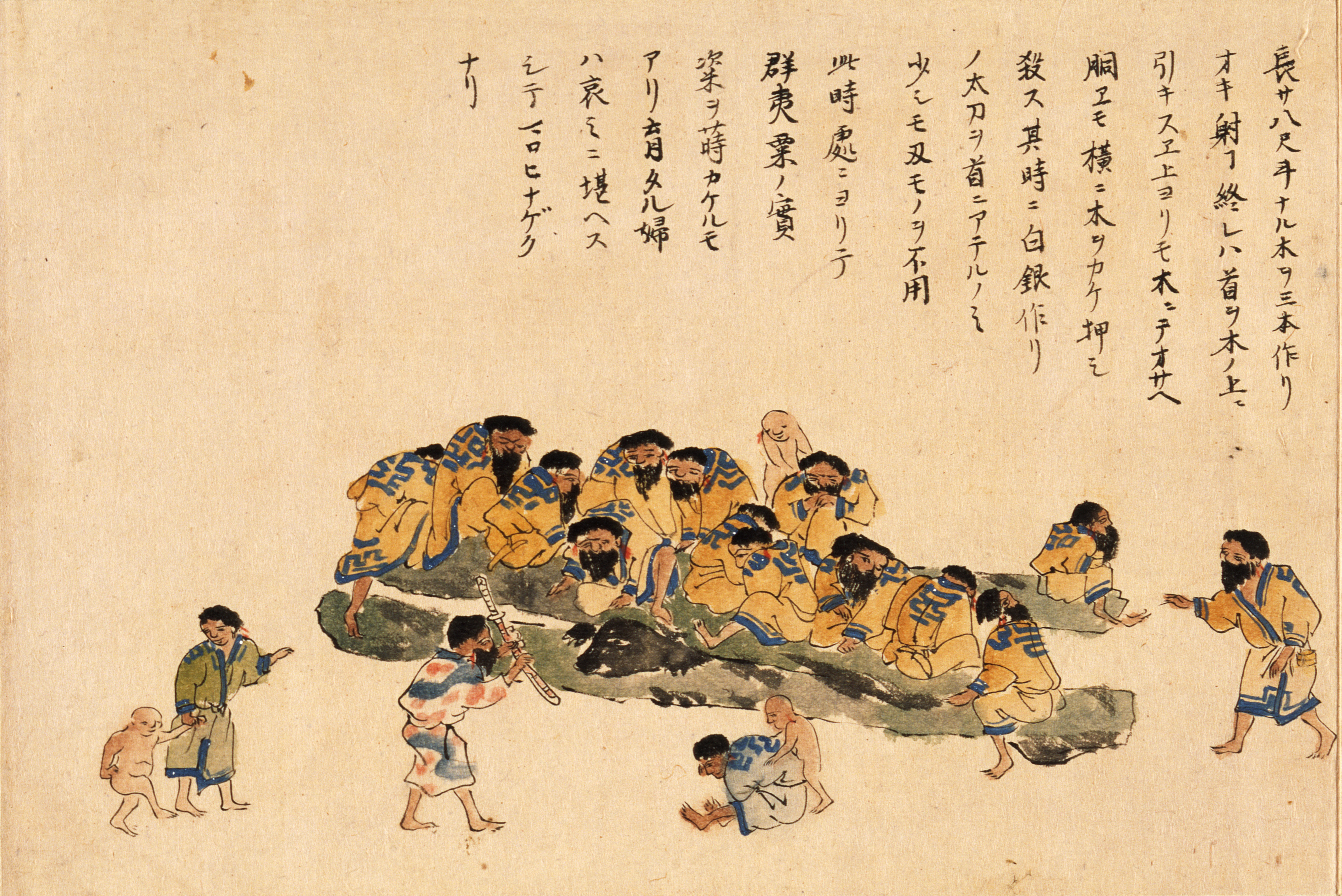
Tiré de l'exemplaire de 1847 réalisé par Matsuura Takeshirō (Municipal Tangible Cultural Property)[15] des 1 800 curiosités de l'île d'Ezo de Murakami Shimanojō (Bibliothèque centrale de la ville de Hakodatry (ja)).
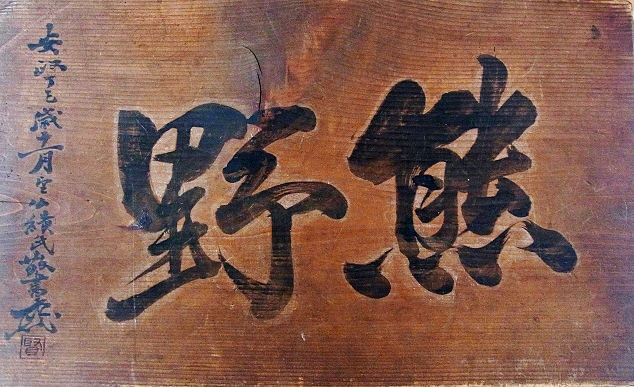
Hengaku or plaque with the shrine's name from Kumano Jinja in Iwanai (1857), calligraphy by Matsuura Takeshirō (Municipal Tangible Cultural Property)
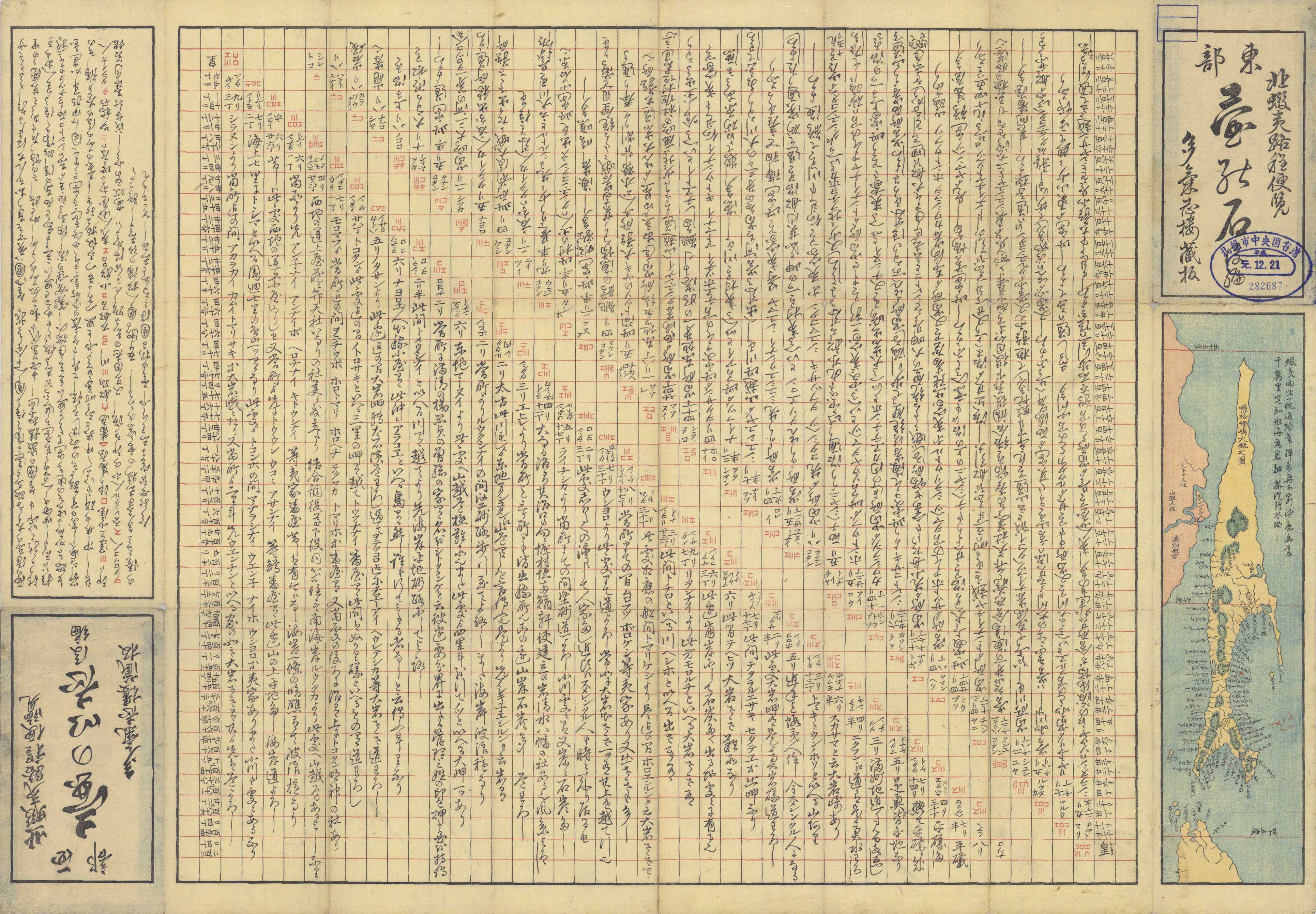
Tsubo no ishi (1858), un tableau des distances à Ezo compilé par Matsuura Takeshirō (Sapporo Municipal Central Library (ja?))
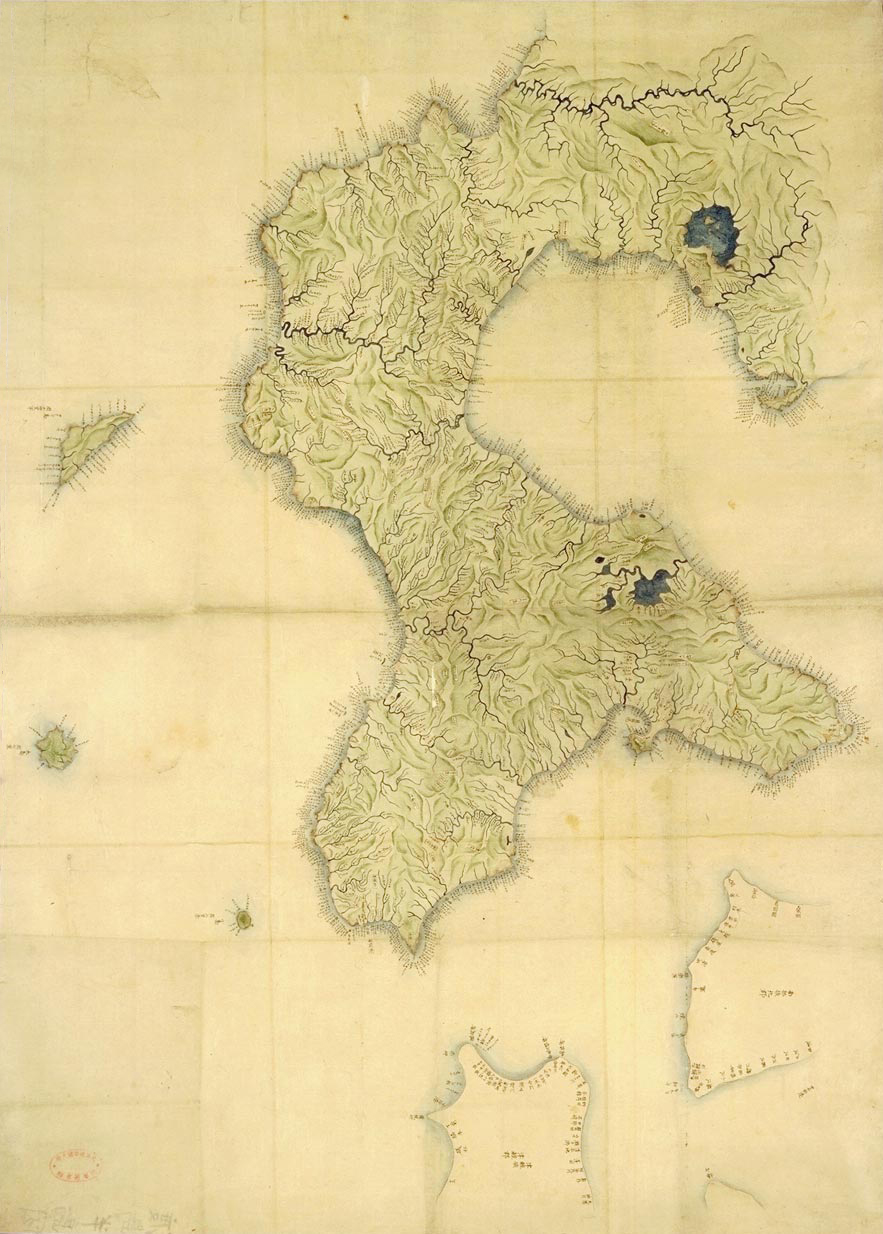
Map of the Oshima Peninsula (1859) by Matsuura Takeshirō (Hokkaido University Library)
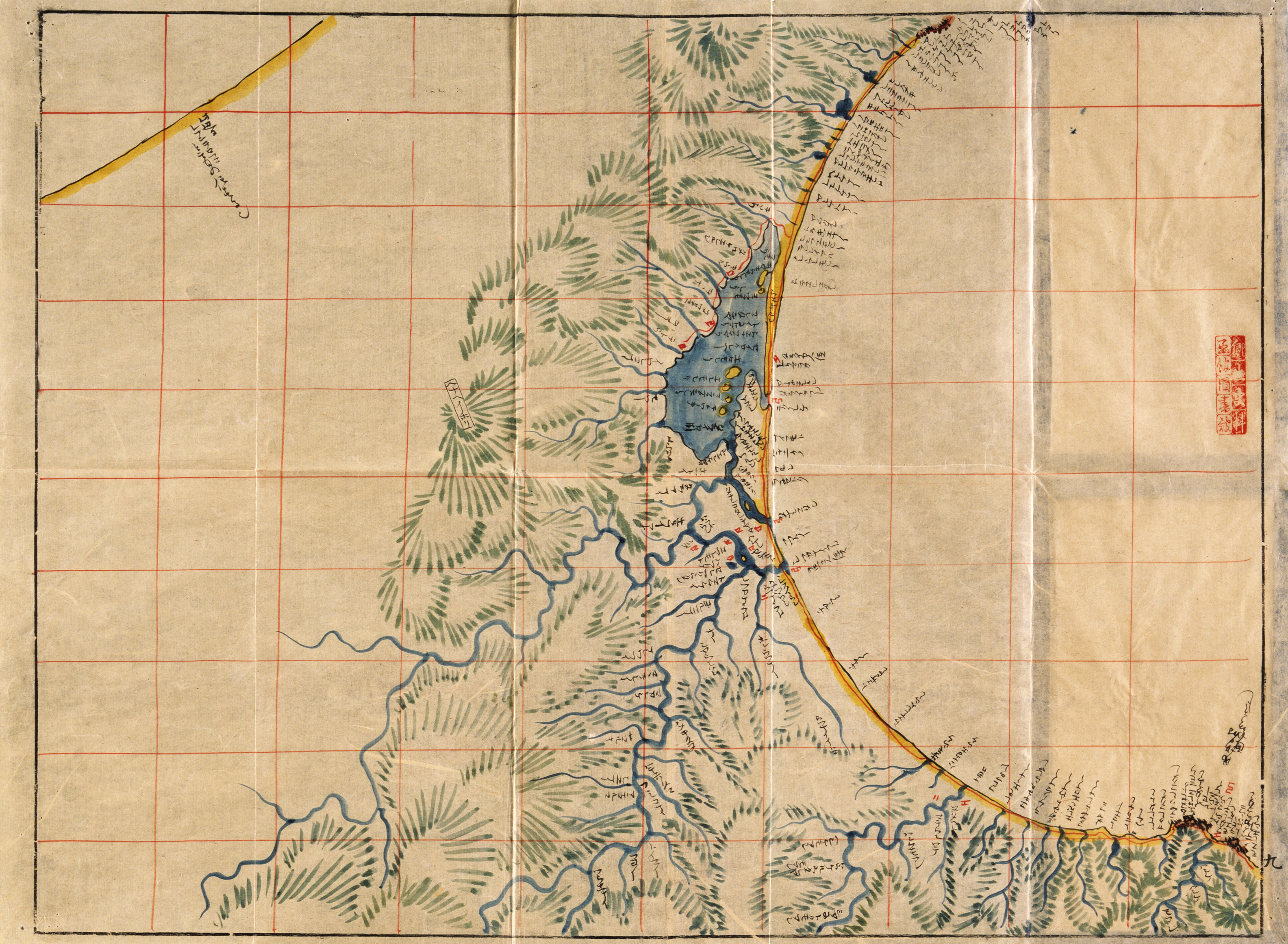
From Experimental Investigations into the Montane and Fluvial Geography of North Ezo (1860) by Matsuura Takeshirō (Hakodate City Central Library) (Municipal Tangible Cultural Property)
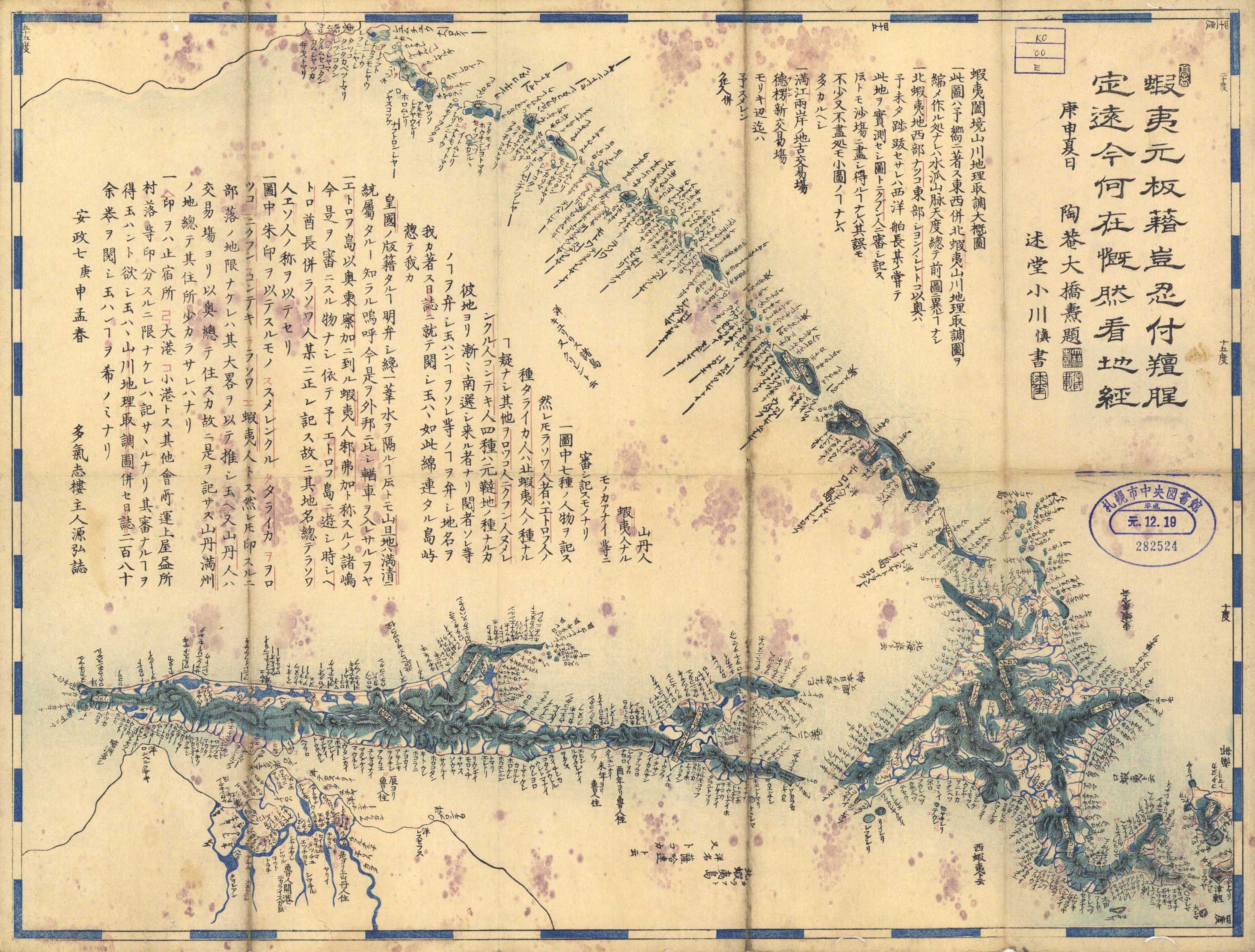
General Investigation into the Montane and Fluvial Geography of the Ezo Frontier (1860), by Matsuura Takeshiro (Sapporo Municipal Central Library)
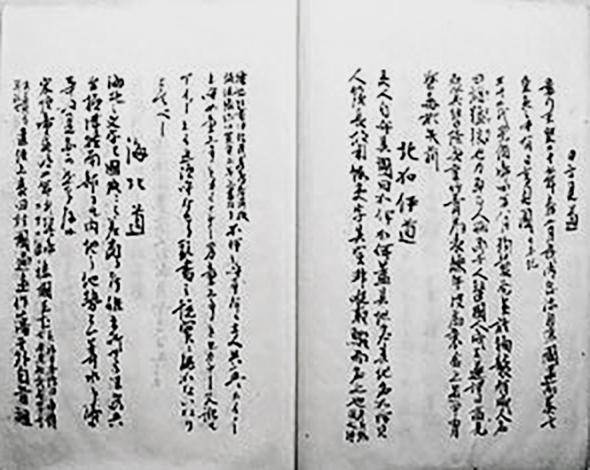
Report containing the proposals for the new name for Ezo put forward by Matsuura Takeshirō in 1869; "Hokkaidō" (北加伊道?) may be seen indented towards the end of the right-hand page
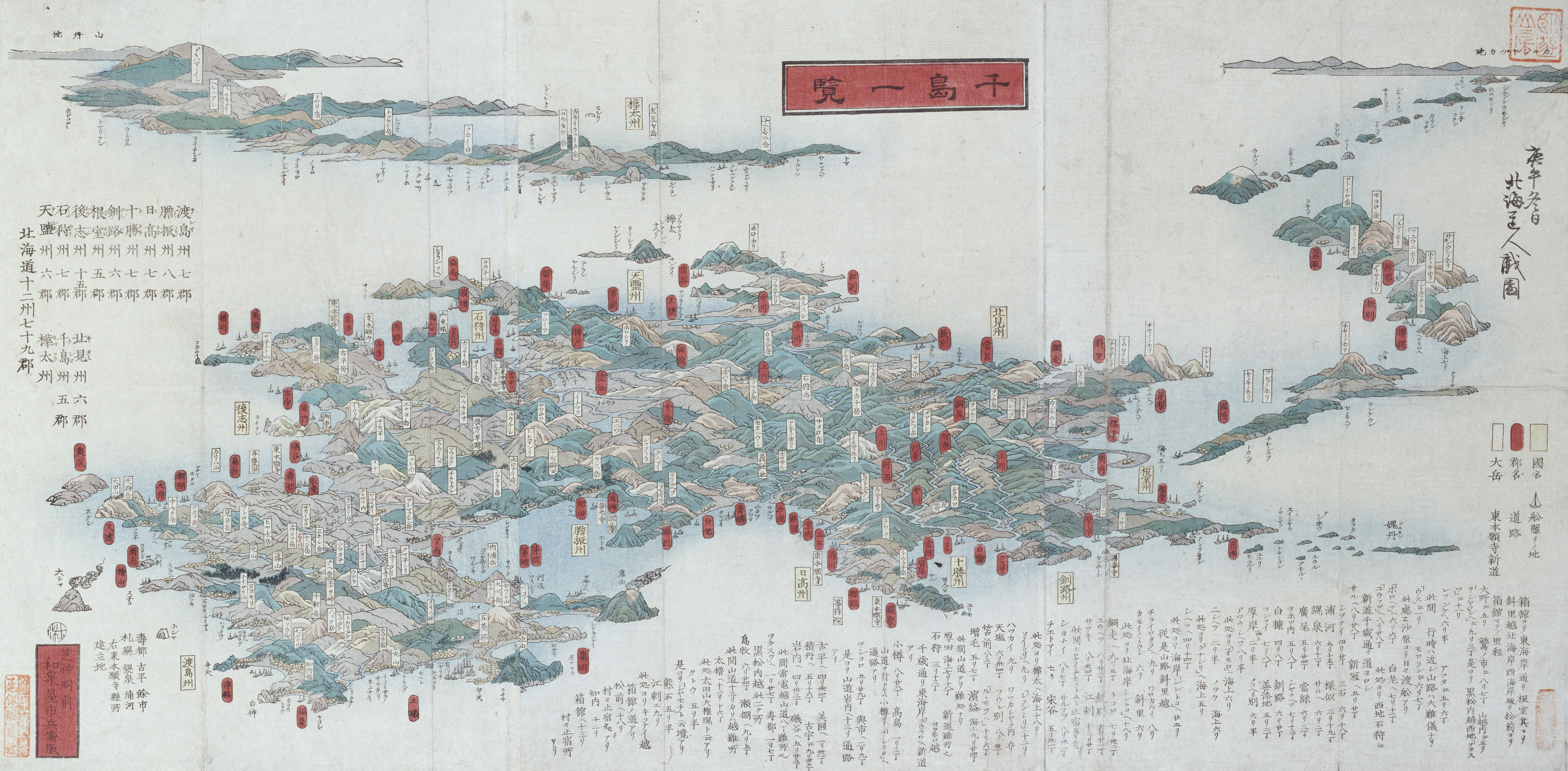
List of the Kuriles by Matsuura Takeshirō issued in 1870 (Hakodate City Central Library)
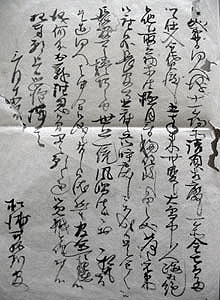
Copy in Matsuura Takeshirō's own hand of his letter of resignation from the Hokkaidō Development Commission in 1870
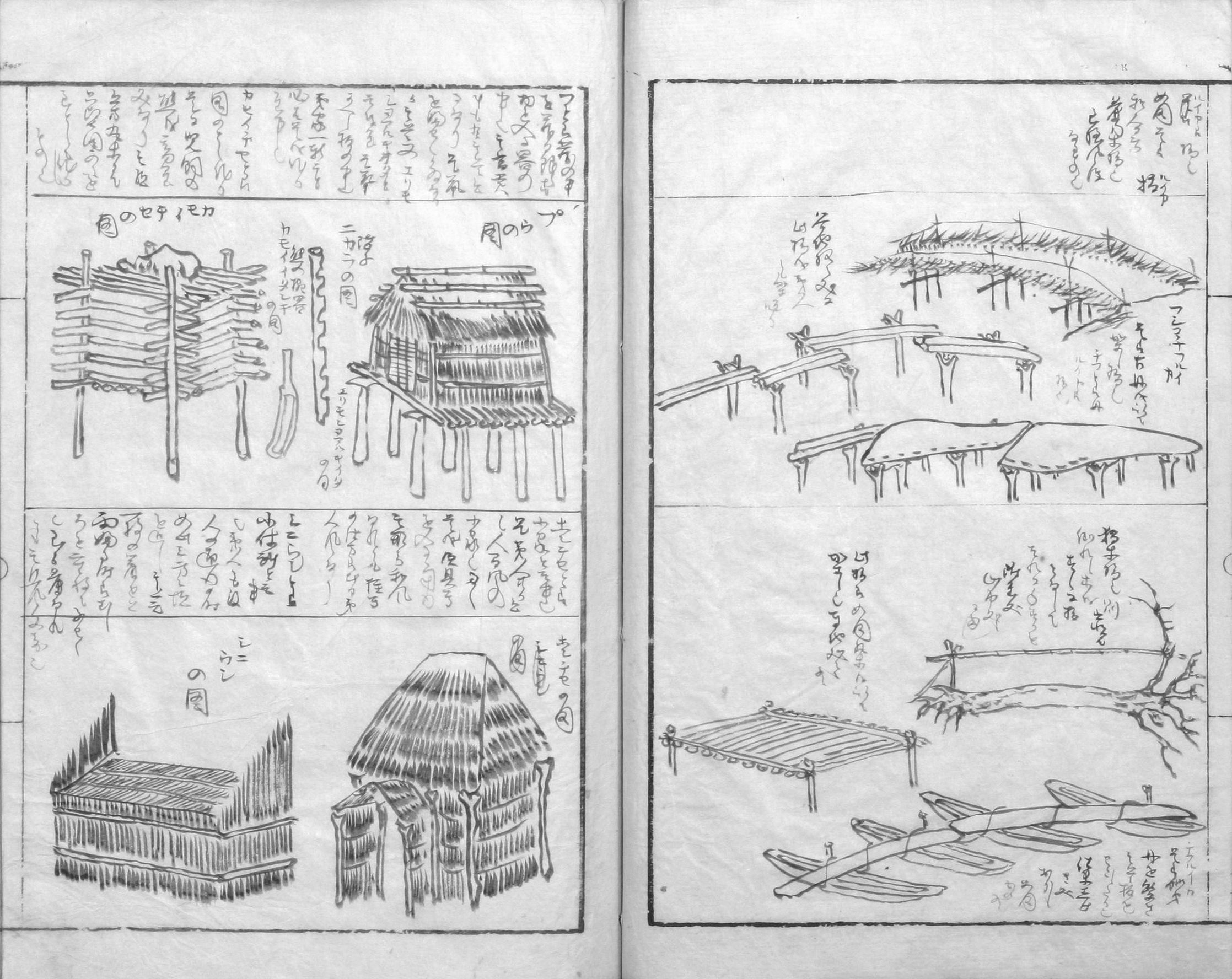
From Household Items of Ezo by Matsuura Takeshirō (Hakodate City Central Library) (Municipal Tangible Cultural Property)
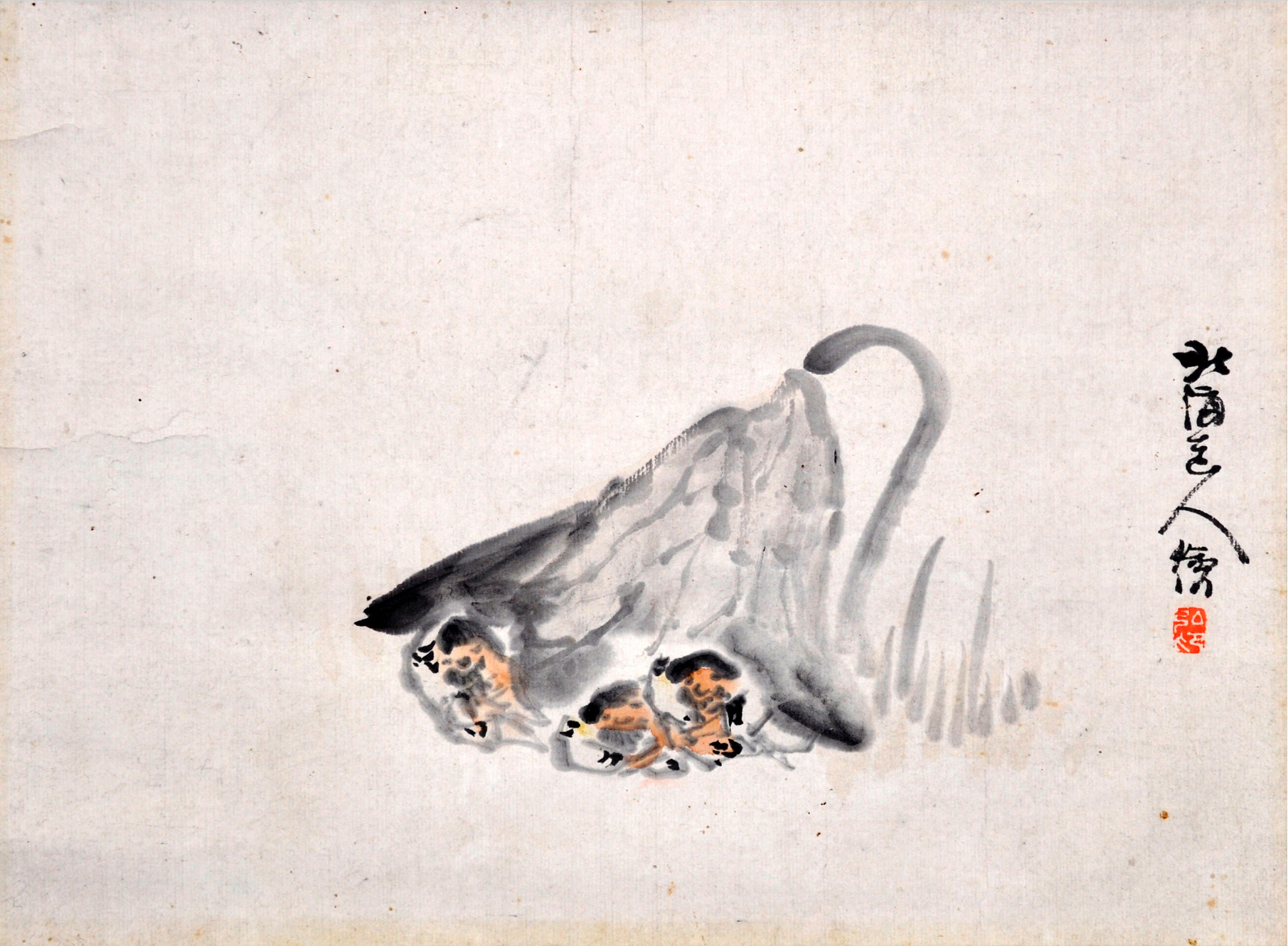
Koroppokuru Beneath a Butterbur, by Matsuura Takeshirō (Hakodate City Museum) (Municipal Tangible Cultural Property)
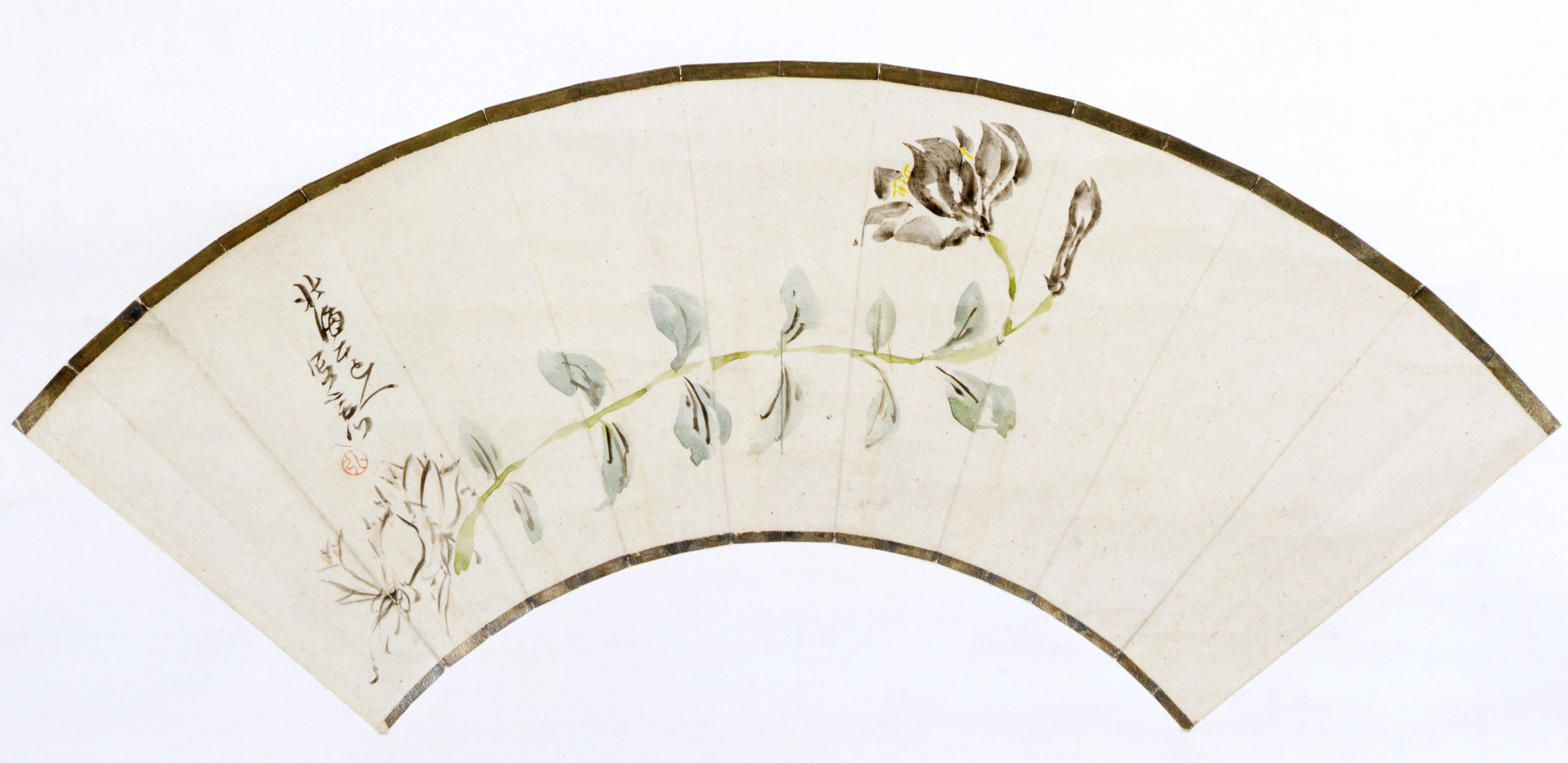
Kamchatka Lily, by Matsuura Takeshirō (Hakodate City Central Library) (Municipal Tangible Cultural Property)
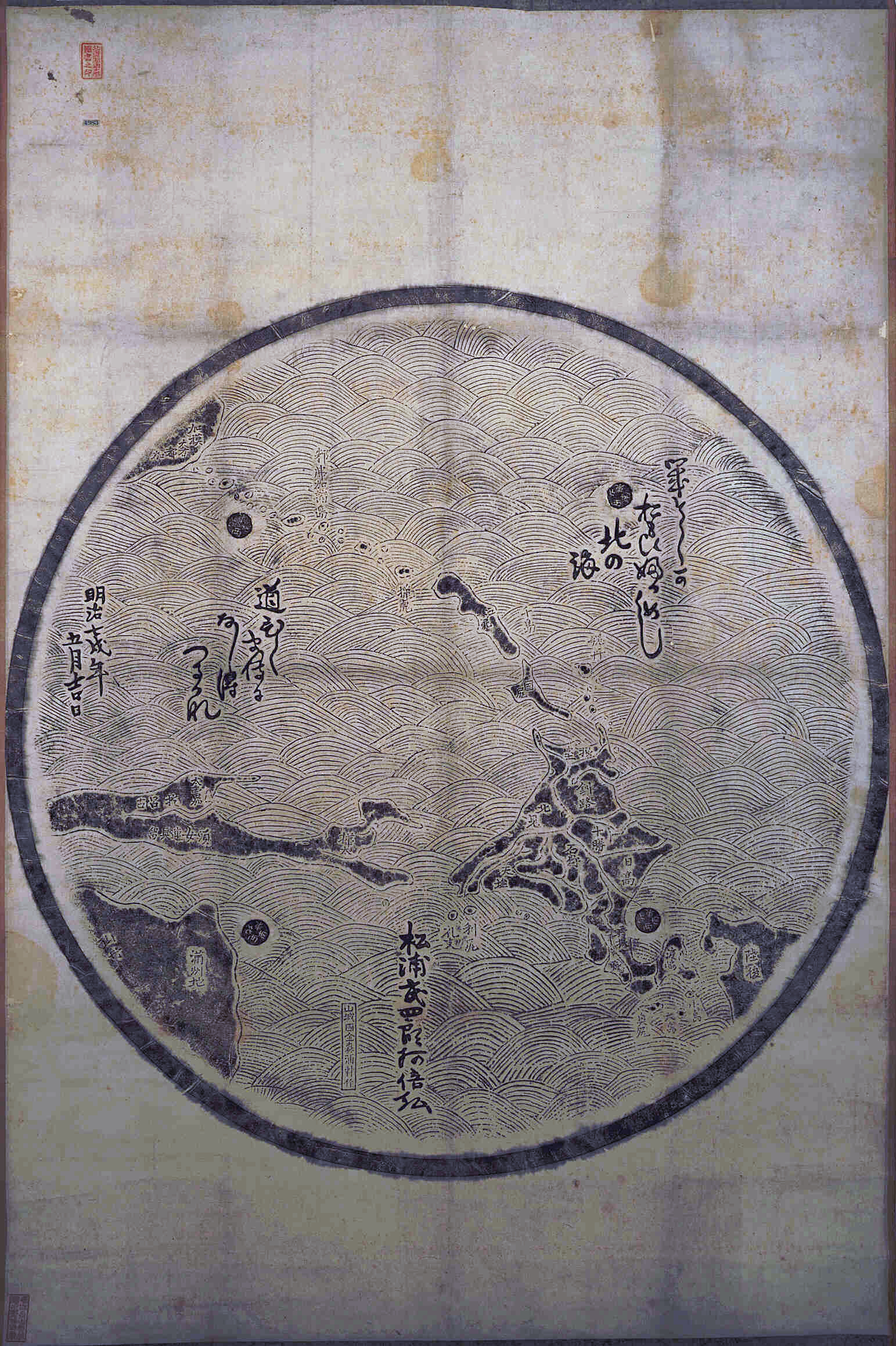
Miroir dédié par Matsuura Takeshirō à Kitano Tenman-gū, représentant Hokkaido et les îles des mers du Nord

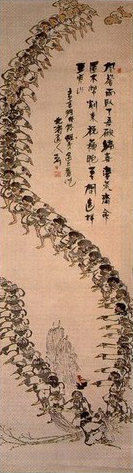
People of Ezo Worshipping a Distant Mountain in the Bitter Cold (1882), by Matsuura Takeshirō (Municipal Tangible Cultural Property)
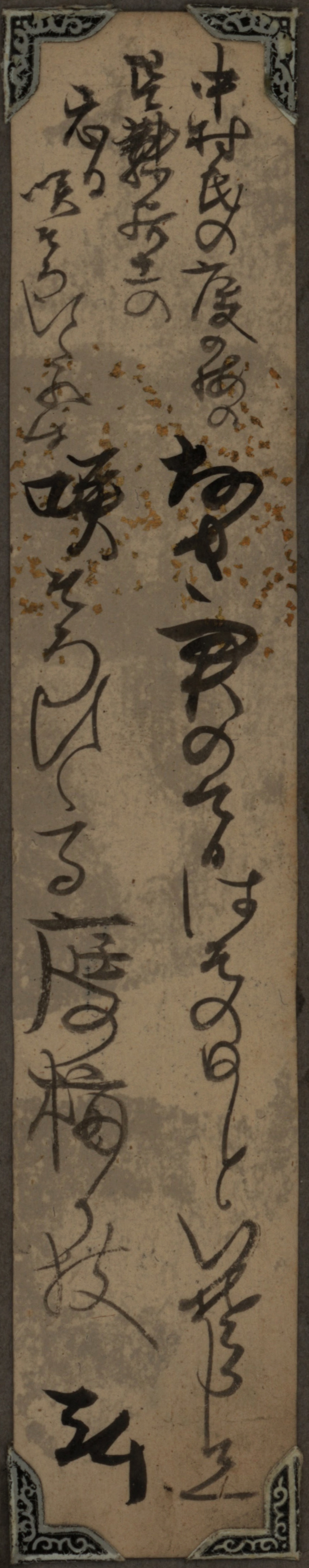
Tanzaku or poem card with calligraphy by Matsuura Takeshirō (Hakodate City Central Library) (Municipal Tangible Cultural Property)
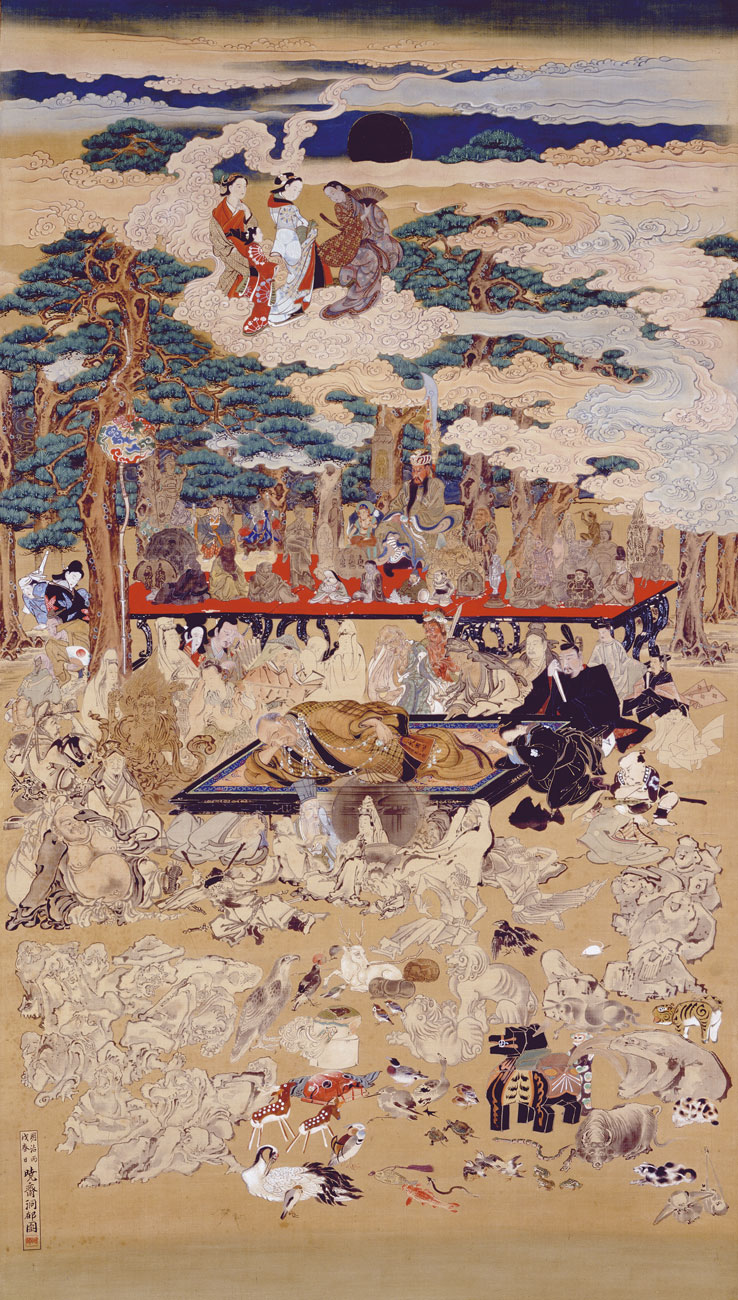
Hokkai Dōjin Taking a Nap Under the Trees (1886), par Kawanabe Kyōsai[7] (Matsuura Takeshirō Memorial Museum)

## Voir également
- Adam Laxman
- Cabane de dix pieds carrés